# Rugeley
Rugeley è una cittadina di 24 033 abitanti, situata nella contea dello Staffordshire in Inghilterra.